# Stimmen der Zeit
Die im Freiburger Verlag Herder monatlich erscheinenden Stimmen der Zeit (StZ) sind eine der ältesten Kulturzeitschriften Deutschlands. Ihre Ursprünge reichen in das Jahr 1865 zurück. Sie wird von der Deutschen Provinz der Jesuiten herausgegeben. Chefredakteur ist seit dem 1. Januar 2018 der Jesuit Stefan Kiechle. Der Redaktionssitz ist in Berlin.

## Geschichte und Programm
Die Gründung der Zeitschrift erfolgte auf Initiative von Florian Rieß SJ und Gerhard Schneemann SJ. Ihr Titel lautete bis 1914 Stimmen aus Maria Laach, benannt nach dem Gründungsort der gleichnamigen Abtei in der Eifel, die zu jener Zeit als ein Studienkolleg der deutschen Jesuitenprovinz genutzt wurde. Zunächst waren es unregelmäßig erscheinende Hefte zu einzelnen Themen. Das erste Heft erschien am 7. März 1865.
Im Jahr 1871 entschlossen sich die Herausgeber, die Thematik auf den gesamten Bereich der Auseinandersetzung der katholischen Kirche mit der modernen Zeit auszuweiten und zur Form einer Monatszeitschrift überzugehen. Maßgeblich an der Umgestaltung beteiligt war Georg Michael Pachtler, der auch erster Chefredakteur war. Das erste Heft der monatlichen Folge erschien am 15. Juli 1871 und setzte sich mit dem Syllabus errorum auseinander.
Im Rahmen des vom damaligen Reichskanzler Otto von Bismarck initiierten Kulturkampfs wurde der Jesuitenorden durch das Jesuitengesetz vom 4. Juli 1872 „vom Gebiet des deutschen Reiches“ ausgeschlossen, das Jesuitenkolleg in Maria Laach wurde geschlossen (und später wieder den Benediktinern übertragen). Die Redaktion fand zunächst Aufnahme in Tervuren bei Brüssel. Weitere Stationen des Exils waren Blyenbeck (1879) und Exaten bei Roermond (1895), beide in den Niederlanden, Luxemburg (1899) und das niederländische Valkenburg bei Maastricht (1911). Im Herbst 1914 konnte die Redaktion nach Deutschland zurückkehren und hat seitdem ihren Sitz in München. Gleichzeitig erhielt die Zeitschrift den Titel Stimmen der Zeit. Ein prägender Autor der 1920er Jahre war Max Pribilla.
Unter der Herrschaft des Nationalsozialismus gab es neben zahlreichen Schikanen mehrmals Hausdurchsuchungen und im Jahr 1936 ein viermonatiges Verbot. 1941 wurde das Redaktionsgebäude enteignet und die Zeitschrift verboten. Einer der Redakteure, Alfred Delp SJ, wurde wegen seiner Mitarbeit im Kreisauer Kreis am 2. Februar 1945 hingerichtet. Die Publikation wurde im Oktober 1946 wieder aufgenommen.
Seit Beginn des Zweiten Vatikanischen Konzils (1962–1965) haben die Stimmen der Zeit als ein Forum des freien Worts und des kritischen Denkens den von diesem Konzil in Gang gesetzten Neuaufbruch der katholischen Kirche und ihre Öffnung zum Dialog mit der modernen Welt mitvollzogen und begleitet. Leitlinien sind dabei die heutigen Grundorientierungen des Jesuitenordens: die Einsicht, dass Glaubensverkündigung in der heutigen Welt nicht ohne einen entschiedenen Einsatz für die Gerechtigkeit möglich ist, sowie die Herausforderungen des interreligiösen Dialogs und der Inkulturation der christlichen Botschaft. Darüber hinaus geht es der Zeitschrift um eine geistige Auseinandersetzung mit den gesellschaftlichen und kulturellen Entwicklungen der Zeit. Wechselnde Autoren unterschiedlicher Fachrichtungen schreiben zu Themen aus Religion und Kirche, Wissenschaft und Ethik, Politik und Gesellschaft, Kunst und Literatur.
2004 und 2006 erschien jeweils eine Sonderausgabe. Die erste ist dem 1984 gestorbenen Theologen Karl Rahner gewidmet, der seit 1939 in den Stimmen der Zeit 68 Beiträge veröffentlicht hatte. Das zweite Sonderheft trägt den Titel Jesuiten in der Welt von heute.

## Schriftleiter
Die bisherigen Schriftleiter, alle Jesuiten, waren:
- Georg Michael Pachtler (1871)
- Rudolf Cornely (1872–1879)
- Gerhard Schneemann (1879–1885)
- Jakob Fäh (1885–1889)
- August Langhorst (1889–1899)
- Josef Blötzer (1899–1903)
- Karl Frick (1903–1909)
- Hermann Krose (1909–1913)
- Friedrich Muckermann (1913–1916)
- Franz Ehrle (1916–1917)
- Heinrich Sierp (1917–1927)
- Josef Kreitmaier (1927–1936)
- Theo Hoffmann (1936–1941)
- Anton Koch (1946–1952)
- Ivo Zeiger (1952)
- Oskar Simmel (1952–1966)
- Wolfgang Seibel (1966–1998)
- Martin Maier (1998–2009)
- Andreas R. Batlogg (2009–2017)
- Stefan Kiechle (seit 2018)